# Яремко Василь Іванович
Васи́ль Іва́нович Яре́мко (1973—2024) — український військовослужбовець, учасник російсько-української війни, що відзначився у ході російського вторгнення в Україну. Герой України (посмертно, 2024).

## Життєпис
Народився 11 березня 1973 в с. Кротошин Пустомитівського району Львівської області.
Під час російського вторгнення в Україну — командир 2 штурмової сотні батальйону Карпатська Січ імені Олега Куцина. Брав участь у військових операціях: оборона Вірнопілля (Харківська область, квітень — вересень 2022), штурм Дмитрівки (Харківська область, червень 2022), штурм Комишувахи та Топольського (Харківська область, вересень 2022), зачистка Ізюму (Харківська область, вересень 2022), штурм на північному фланзі Лиманської операції (Донецька область, вересень 2022), звільнення Тернів (Донецька область, жовтень 2022), Кремінська наступальна операція та оборона позицій у районі Тернів (Донецька область, жовтень 2022 — жовтень 2023), бої за Макіївку (Луганська область, жовтень 2023 — січень 2024).
Загинув 25 січня 2024 загинув внаслідок ворожого обстрілу у районі с. Макіївка Сватівського району Луганської області.

## Нагороди
- Звання Герой України з удостоєнням ордена «Золота Зірка» (11 грудня 2024, посмертно) — за особисту мужність і героїзм, виявлені у захисті державного суверенітету та територіальної цілісності України, самовіддане служіння Українському народові[3]